# Saison 2008-2009 du Stade brestois 29
Maillots
Chronologie
Saison précédente Saison suivante
La saison 2008-2009 du Stade brestois 29, club de football français, voit le club évoluer en Ligue 2 pour la 16ème fois de histoire. 
Le Stade Brestois a fini 7e du classement de la Ligue 2 2007-2008.
Le club évolue donc sa cinquième saison consécutive en Ligue 2, depuis sa remontée à l'issue de la saison 2003-2004.
En octobre 2008, alors que l'équipe occupe la 18e place de Ligue 2, l'entraîneur Pascal Janin est remplacé par Gérald Baticle. En mai 2009, le Stade brestois pointe toujours en bas de classement ; Gérald Baticle laisse sa place à Alex Dupont pour les quatre derniers matchs. Le club termine à la 14e place.

## Transferts

### Départs
| Joueur              | Nationalité  | Poste     | Club                              | Pays     | Division       | ___                |
| Antony Gauvin       | France       | Milieu    |                                   |          |                | Arrêt              |
| Ludovic Jeannel     | France       | Défenseur | Nîmes Olympique                   | France   | Ligue 2        | Transfert          |
| Julien Viale        | France       | Attaquant | AC Ajaccio                        | France   | Ligue 2        | Rupture de contrat |
| Cédric Collet       | France       | Attaquant | RAEC Mons                         | Belgique | Jupiler League | Transfert          |
| Vincent Richetin    | France       | Milieu    | US Concarneau                     | France   | CFA 2          | Fin de contrat     |
| Fernando Casartelli | Argentine    | Défenseur |                                   |          |                | Arrêt              |
| Romain Thomas       | France       | Défenseur | Pacy VEF                          | France   | National       | Prêt               |
| Ahmed Kantari       | France Maroc | Défenseur | RC Strasbourg                     | France   | Ligue 2        | Retour de prêt     |
| Romain Cabon        | France       | Défenseur | Quimper Cornouaille Football Club | France   | CFA            | Transfert          |
| Romain Poyet        | France       | Attaquant | Dijon FCO                         | France   | Ligue 2        | Retour de prêt     |
| Jonathan Ayité      | France Togo  | Attaquant | Nîmes Olympique                   | France   | Ligue 2        | Rupture de contrat |

| Nom            | Nationalité | Poste           |
| Gérald Baticle | France      | manager sportif |

### Arrivées
| Joueur               | Nationalité         | Poste     | Club                | Pays   | Division   | ___                     |
| Grégory Lorenzi      | France              | Défenseur | SC Bastia           | France | Ligue 2    | Fin de contrat          |
| Guillaume Borne      | France              | Défenseur | Stade rennais FC    | France | Ligue 1    | Prêt                    |
| Ahmed Kantari        | France Maroc        | Défenseur | RC Strasbourg       | France | Ligue 2    | Transfert 100 000 euros |
| Romain Poyet         | France              | Attaquant | Dijon FCO           | France | Ligue 2    | Transfert               |
| Benoît Leroy         | France              | Attaquant | Chamois niortais FC | France | Ligue 2    | Fin de contrat          |
| Alharbi El Jadeyaoui | France Maroc        | Milieu    | LB Châteauroux      | France | Ligue 2    | Transfert               |
| Moïse Brou Apanga    | Côte d'Ivoire Gabon | Défenseur | FC Libreville 105   | Gabon  | Division 1 | Transfert               |
| Alain Traoré         | Burkina Faso        | Milieu    | AJ Auxerre          | France | Ligue 1    | Prêt                    |

| Nom         | Nationalité | Poste           |
| Alex Dupont | France      | manager sportif |

## Effectifs

### Gardiens
- 1  Steeve Elana né à Aubervilliers  France
- 16 Julien Lachuer né à Saint-Maur  France
- 30 Yohann Boulic né à Brest  France

### Défenseurs
- 2  Yvan Bourgis né à Monistrol  France
- 3  Philippe Billy né à Nantes  France
- 7  Grégory Lorenzi né à Bastia  France
- 12 Denis Stinat né à Chartres  France
- 18 Moïse Brou Apanga né à Abidjan  Côte d'Ivoire  Gabon
- 22 Cédric Fabien né à Cayenne  France
- 24 Ahmed Kantari né à Blois  France  Maroc
- 25 Guillaume Borne né à Castres  France

### Milieux
- 4  Olivier Guégan né à Longjumeau  France
- 5  Alain Traoré né à Bobo-Dioulasso  Burkina Faso
- 10 François Masson né à Rennes  France
- 11 Alharbi El Jadeyaoui né à Strasbourg  France
- 21 Brahim Ferradj né à Saint Etienne  France
- 23 Yoann Bigné né à Rennes  France
- 29 David Bouard né à Quimper  France
- 33 Jérémy Pinvidic né à Brest  France
- Nestor Kodjia né à ???  Bénin

### Attaquants
- 8  Eric Sitruk né à Bondy  France
- 9 Anthony Le Gall né à Morlaix  France
- 15 Richard Socrier né à Paris  France
- 17 Benoît Leroy né à Châteauroux  France
- 19  Basile De Carvalho né à Zinguinchor  Sénégal
- 20 Romain Poyet né au Coteau  France

### Staff technique
- Préparateur physique : Nicolas Locussol  France
- Entraîneur adjoint : Christophe Forest  France
- Entraîneur des gardiens : Juan Medina  France
- Kinésithérapeute : Nicolas Didry  France
- Kinésithérapeute : Gilles Baudouin  France
- Médecin : Michel Kergastel  France
- Manager sportif : Gérald Baticle  France
- Entraîneur : André Guesdon  France

### Dirigeants
- Président : Michel Guyot  France
- Directeur Sportif : Corentin Martins  France

## Matchs amicaux
| Date     | Adversaire    | Division          | Score           |
| 09/07/08 | Entente SSG   | National          | 2-0 pour Brest  |
| 12/07/08 | FC Lorient    | Ligue 1           | 1-0 pour Brest  |
| 16/07/08 | Stade rennais | Ligue 1           | 2-0 pour Rennes |
| 19/07/08 | EA Guingamp   | Ligue 2           | 1-0 pour Brest  |
| 23/07/08 | Vannes OC     | Ligue 2           | 1-1             |
| 26/07/08 | UNFP          | Ligue 1 - Ligue 2 | 1-1             |

## Championnat Ligue 2

### Calendrier du Stade brestois 29
| Date          | Journée | Adversaire        | Lieu | Score | Points | Class. |
| Matchs Aller  |         |                   |      |       |        |        |
| 01 / 08 / 08  | 1       | Nîmes Olympique   | ext. | 0-1   | 3      | 5e     |
| 8 / 08 / 08   | 2       | Clermont Foot     | dom. | 2-2   | 4      | 6e     |
| 15 / 08 / 08  | 3       | ES Troyes AC      | ext. | 1-0   | 4      | 11e    |
| 22 / 08 / 08  | 4       | RC Strasbourg     | dom. | 0-1   | 4      | 14e    |
| 29 / 08 / 08  | 5       | SCO Angers        | ext. | 1-2   | 7      | 10e    |
| 12 / 09 / 08  | 6       | AC Ajaccio        | dom. | 1-2   | 7      | 12e    |
| 14 / 09 / 08  | 7       | Amiens SC         | ext. | 2-1   | 7      | 14e    |
| 26 / 09 / 08  | 8       | US Boulogne       | dom. | 0-1   | 7      | 16e    |
| 03 / 10 / 08  | 9       | Tours FC          | ext. | 2-0   | 7      | 16e    |
| 10 / 10 / 08  | 10      | Montpellier HSC   | dom. | 0-3   | 7      | 18e    |
| 21 / 04 / 08  | 11      | Stade de Reims    | ext. | 0-1   | 10     | 17e    |
| 24 / 10 / 08  | 12      | FC Metz           | dom. | 2-1   | 13     | 16e    |
| 31 / 10 / 08  | 13      | Dijon FCO         | ext. | 1-2   | 16     | 12e    |
| 7 / 11 / 08   | 14      | SC Bastia         | dom. | 4-0   | 19     | 11e    |
| 14 / 11 / 08  | 15      | CS Sedan-Ardennes | ext. | 1-0   | 19     | 11e    |
| 28 / 11 / 08  | 16      | LB Châteauroux    | dom. | 2-0   | 22     | 8e     |
| 5 / 12 / 08   | 17      | Vannes OC         | dom. | 0-1   | 22     | 11e    |
| 19 / 12 / 08  | 18      | RC Lens           | ext. | 2-0   | 22     | 11e    |
| 9 / 01 / 09   | 19      | EA Guingamp       | dom. | 1-1   | 23     | 13e    |
| Matchs Retour |         |                   |      |       |        |        |
| 16 / 01 / 09  | 20      | Clermont Foot     | ext. | 2-0   | 23     | 16e    |
| 30 / 01 / 09  | 21      | ES Troyes AC      | dom. | 4-1   | 26     | 12e    |
| 6 / 02 / 09   | 22      | RC Strasbourg     | ext. | 2-2   | 27     | 13e    |
| 13 / 02 / 09  | 23      | SCO Angers        | dom. | 2-1   | 30     | 10e    |
| 20 / 02 / 09  | 24      | AC Ajaccio        | ext. | 1-1   | 31     | 13e    |
| 27 / 02 / 09  | 25      | Amiens SC         | dom. | 1-2   | 31     | 13e    |
| 6 / 03 / 09   | 26      | US Boulogne       | ext. | 0-1   | 34     | 11e    |
| 13 / 03 / 09  | 27      | Tours FC          | dom. | 0-1   | 34     | 12e    |
| 20 / 03 / 09  | 28      | Montpellier HSC   | ext. | 3-2   | 34     | 13e    |
| 27 / 03 / 09  | 29      | Stade de Reims    | dom. | 0-0   | 35     | 14e    |
| 3 / 04 / 09   | 30      | FC Metz           | ext. | 1-0   | 35     | 14e    |
| 10 / 04 / 09  | 31      | Dijon FCO         | dom. | 1-2   | 35     | 15e    |
| 17 / 04 / 09  | 32      | SC Bastia         | ext. | 0-2   | 38     | 13e    |
| 24 / 04 / 09  | 33      | CS Sedan-Ardennes | dom. | 2-2   | 39     | 15e    |
| 1 / 05 / 09   | 34      | LB Châteauroux    | ext. | 5-1   | 39     | 16e    |
| 8 / 05 / 09   | 35      | Vannes OC         | ext. | 0-3   | 42     | 14e    |
| 15 / 05 / 09  | 36      | RC Lens           | dom. | 3-1   | 45     | 10e    |
| 22 / 05 / 09  | 37      | EA Guingamp       | ext. | 2-0   | 45     | 13e    |
| 29 / 05 / 09  | 38      | Nîmes Olympique   | dom. | 1-2   | 45     | 14e    |